# Фінал кубка Німеччини з футболу 1941
Фінал Кубка Німеччини з футболу 1941 — фінальний матч розіграшу кубка Німеччини сезону 1941 відбувся 2 листопада 1941 року. У поєдинку зустрілися дрезденський «Дрезднер» та гельзенкірхенський «Шальке 04». Перемогу з рахунком 2:1 здобув «Дрезднер».
| Володар Кубка Німеччини 1941 |
| ---------------------------- |
|                              |
| «Дрезднер» Другий титул      |

## Учасники
| Клуб        | Участей | Роки (жирним виділено перемоги) |
| ----------- | ------- | ------------------------------- |
| «Дрезднер»  | 1       | 1940                            |
| «Шальке 04» | 3       | 1935, 1936, 1937                |

## Шлях до фіналу
| Раунд                                                   | Противник            | Рахунок |
| ------------------------------------------------------- | -------------------- | ------- |
| 1/32 фіналу                                             | «Адлер» (Вурцен) (Г) | 4–1     |
| 1/16 фіналу                                             | «ПСВ Хемніц» (Г)     | 3–0     |
| 1/8                                                     | «Ганновер 96» (Д)    | 9–2     |
| 1/4                                                     | «Камп-Кезлін» (Г)    | 4–1     |
| 1/2                                                     | «Адміра» (Д)         | 4–2     |
| (Д) = Вдома; (Г) = У гостях; (Н) = На нейтральному полі |                      |         |

| Раунд                                                   | Противник                | Рахунок |
| ------------------------------------------------------- | ------------------------ | ------- |
| 1/32 фіналу                                             | «Рот-Вайс» (Ессен) (Г)   | 2–1 дч  |
| 1/16 фіналу                                             | «Фортуна» (Д)            | 4–2     |
| 1/8                                                     | «Шварц-Вайс» (Ессен) (Г) | 5–1     |
| 1/4                                                     | «Аустрія» (Д)            | 4–1     |
| 1/2                                                     | «Гольштайн» (Д)          | 6–0     |
| (Д) = Вдома; (Г) = У гостях; (Н) = На нейтральному полі |                          |         |

## Матч

### Деталі
| 2 листопада 1941 |

| Дрезднер               | 2:1      | Шальке 04   |
| ---------------------- | -------- | ----------- |
| Куглер 8' Карстенс 88' | Протокол | Куцорра 51' |

| Олімпіаштадіон, Берлін Глядачів: 65 000 Арбітр: Гельмут Фінк |

|  |  |

| В                |  | Віллібальд Крес   |
| З                |  | Гайнц Гемпель (к) |
| З                |  | Карл Міллер       |
| ПЗ               |  | Гельмут Шуберт    |
| ПЗ               |  | Вальтер Дцур      |
| ПЗ               |  | Герберт Поль      |
| Н                |  | Густав Карстенс   |
| Н                |  | Гельмут Шен       |
| Н                |  | Ріхард Гофманн    |
| Н                |  | Гайнц Шаффер      |
| Н                |  | Гайнер Куглер     |
| Головний тренер: |  |                   |
| Георг Келер      |  |                   |

| В                |  | Ганс Клодт          |
| З                |  | Отто Швайсфурт      |
| З                |  | Ганс Борнеманн      |
| ПЗ               |  | Герберт Бурденський |
| ПЗ               |  | Рудольф Геллеш      |
| ПЗ               |  | Бернгард Фюллер     |
| Н                |  | Карл Баруфка        |
| Н                |  | Ернст Куцорра (к)   |
| Н                |  | Германн Еппенгофф   |
| Н                |  | Фріц Шепан          |
| Н                |  | Ернст Кальвіцький   |
| Головний тренер: |  |                     |
| Отто Файшт       |  |                     |